# Lista de monarcas atuais por longevidade
Esta é uma lista de monarcas atualmente soberanos por longevidade, ordenada conforme a quantidade de anos que vivem e detalhando seu local de nascimento e casa real ou dinastia. A lista compreende todos os atuais chefes de monarquias soberanas, excluindo portanto os monarcas regionais ou tradicionais ou de reinos com reconhecimento parcial. Os dias da lista são calculados a partir da diferença entre as datas de nascimento e a data presente exata tomando em consideração o calendário gregoriano. Esta lista não aborda o tempo de reinado de cada monarca, destacando apenas seu tempo de vida. Também não são incluídos os monarcas regentes, somente os monarcas oficialmente coroados ou entronizados. 
Rei Salman, atual Rei da Arábia Saudita de 89 anos e 130 dias de idade, é o mais longevo monarca da atualidade. Por outro lado, o Emir do Catar Tamim bin Hamad, de 44 anos e 341 dias de idade, é o mais jovem monarca atual. Tamin bin Hamad sucedeu ao trono catari após a abdicação de seu pai Hamad bin Khalifa, em 2013.

## Monarcas atuais por longevidade
| Monarca                     | Monarca                 | Estado                 | Nascimento              | Idade na coroação      | Idade na coroação           | Idade no casamento      | Idade no casamento          | Longevidade        | Ref.        |
| Monarca                     | Monarca                 | Estado                 | Nascimento              | Data                   | Idade                       | Data                    | Idade                       | Longevidade        | Ref.        |
| --------------------------- | ----------------------- | ---------------------- | ----------------------- | ---------------------- | --------------------------- | ----------------------- | --------------------------- | ------------------ | ----------- |
| Salman da Arábia Saudita    | Salman                  | Arábia Saudita         | 31 de dezembro de 1935  | 23 de janeiro de 2015  | 79 anos e 23 dias           | 1954                    | 18 anos, 4 meses e 9 dias   | 89 anos e 130 dias | [ 1 ]       |
| Haroldo V da Noruega        | Haroldo V               | Noruega                | 21 de fevereiro de 1937 | 17 de janeiro de 1991  | 53 anos, 10 meses e 27 dias | 29 de agosto de 1968    | 31 anos, 6 meses e 8 dias   | 88 anos e 78 dias  | [ 3 ]       |
| Mishal Al-Ahmad             | Mishal Al-Ahmad         | Estado do Kuwait       | 27 de setembro de 1940  | 16 de dezembro de 2023 | 83 anos, 2 meses e 19 dias  |                         |                             | 84 anos e 225 dias |             |
| Hans-Adam II                | Hans-Adam II            | Liechtenstein          | 14 de fevereiro de 1945 | 13 de novembro de 1989 | 44 anos, 8 meses e 30 dias  | 30 de julho de 1967     | 22 anos, 5 meses e 16 dias  | 80 anos e 85 dias  |             |
| Carlos XVI Gustavo          | Carlos XVI Gustavo      | Suécia                 | 30 de abril de 1946     | 15 de setembro de 1973 | 27 anos, 4 meses e 16 dias  | 19 de junho de 1976     | 30 anos, 1 mês e 20 dias    | 79 anos e 10 dias  |             |
| Hassanal Bolkiah            | Hassanal Bolkiah        | Brunei                 | 15 de julho de 1946     | 1 de agosto de 1968    | 22 anos e 17 dias           | 29 de julho de 1965     | 19 anos e 14 dias           | 78 anos e 299 dias |             |
|                             | Carlos III              | Reino Unido            | 14 de novembro de 1948  | 6 de maio de 2023      | 74 anos, 5 meses e 22 dias  | 9 de abril de 2005      | 56 anos, 4 meses e 26 dias  | 76 anos e 177 dias | [ 4 ]       |
| Joan Enric Vives i Sicília  | Joan Enric              | Andorra                | 24 de julho de 1949     | 12 de maio de 2003     | 53 anos, 9 meses e 18 dias  | —                       | —                           | 75 anos e 290 dias | [ 5 ]       |
|                             | Hamad bin Isa           | Bahrein                | 28 de janeiro de 1950   | 6 de março de 1999     | 49 anos, 1 mês e 6 dias     | 9 de outubro de 1968    | 18 anos, 8 meses e 11 dias  | 75 anos e 102 dias | [ 6 ]       |
| Vajiralongkorn              | Vajiralongkorn          | Tailândia              | 28 de julho de 1952     | 4 de maio de 2019      | 66 anos, 9 meses e 6 dias   | 3 de janeiro de 1977    | 24 anos, 5 meses e 6 dias   | 72 anos e 286 dias |             |
| Norodom Sihamoni            | Norodom                 | Camboja                | 14 de maio de 1953      | 29 de outubro de 2004  | 51 anos, 5 meses e 15 dias  |                         |                             | 71 anos e 361 dias |             |
| Haitham bin Tariq           | Haitham bin Tariq       | Omã                    | 13 de outubro de 1954   | 11 de janeiro de 2020  | 65 anos, 2 meses e 29 dias  | 1989                    | 34 anos, 6 meses e 27 dias  | 70 anos e 148 dias |             |
| Henrique de Luxemburgo      | Henrique                | Luxemburgo             | 16 de abril de 1955     | 7 de outubro de 2000   | 45 anos, 5 meses e 21 dias  | 4 de fevereiro de 1981  | 25 anos, 9 meses e 19 dias  | 70 anos e 24 dias  |             |
|                             | Leão XIV                | Vaticano               | 14 de setembro de 1955  | 8 de maio de 2025      | 69 anos, 7 meses e 24 dias  | —                       | —                           | 69 anos e 238 dias |             |
| Alberto II                  | Alberto II              | Mónaco                 | 14 de março de 1958     | 6 de abril de 2005     | 47 anos e 23 dias           | 1 de julho de 2011      | 56 anos, 2 meses e 15 dias  | 67 anos e 57 dias  |             |
| Tupou VI                    | Tupou VI                | Tonga                  | 12 de julho de 1959     | 4 de julho de 2015     | 55 anos, 11 meses e 22 dias | 11 de dezembro de 1982  | 23 anos, 4 meses e 29 dias  | 65 anos e 302 dias |             |
| Ibrahim Ismail              | Ibrahim Ismail de Johor | Malásia                | 22 de novembro de 1959  | 31 de janeiro de 2024  | 64 anos, 2 meses e 9 dias   | 22 de setembro de 1982  | 22 anos e 10 meses          | 65 anos e 169 dias | [ 7 ]       |
| Naruhito                    | Naruhito                | Japão                  | 23 de fevereiro de 1960 | 22 de outubro de 2019  | 59 anos, 7 meses e 29 dias  | 9 de junho de 1993      | 33 anos, 3 meses e 17 dias  | 65 anos e 76 dias  | [ 8 ] [ 9 ] |
| Filipe da Bélgica           | Filipe                  | Bélgica                | 15 de abril de 1960     | 21 de julho de 2013    | 53 anos, 3 meses e 6 dias   | 4 de dezembro de 1999   | 39 anos, 7 meses e 19 dias  | 65 anos e 25 dias  | [ 10 ]      |
| Mohamed bin Zayed Al Nahyan | Maomé bin Zayed         | Emirados Árabes Unidos | 11 de março de 1961     | 14 de maio de 2022     | 61 anos, 2 meses e 3 dias   | 1980                    | 19 anos, 1 mês e 29 dias    | 64 anos e 60 dias  |             |
| Abdullah II                 | Abdullah II             | Jordânia               | 30 de janeiro de 1962   | 7 de fevereiro de 1999 | 37 anos e 8 dias            | 10 de junho de 1993     | 31 anos, 4 meses e 11 dias  | 63 anos e 100 dias |             |
| Letsie III                  | Letsie III              | Lesoto                 | 17 de julho de 1963     | 7 de fevereiro de 1996 | 32 anos, 6 meses e 21 dias  | 18 de fevereiro de 2000 | 36 anos, 7 meses e 1 dia    | 61 anos e 297 dias |             |
| Maomé VI                    | Maomé VI                | Marrocos               | 21 de agosto de 1963    | 23 de julho de 1999    | 35 anos, 11 meses e 2 dias  | 21 de março de 2002     | 38 anos e 7 meses           | 61 anos e 262 dias |             |
|                             | Guilherme-Alexandre     | Países Baixos          | 27 de abril de 1967     | 30 de abril de 2013    | 46 anos e 3 dias            | 2 de fevereiro de 2002  | 34 anos, 9 meses e 6 dias   | 58 anos e 13 dias  | [ 11 ]      |
| Filipe VI                   | Filipe VI               | Espanha                | 30 de janeiro de 1968   | 19 de junho de 2014    | 46 anos, 4 meses e 20 dias  | 22 de maio de 2004      | 36 anos, 3 meses e 22 dias  | 57 anos e 100 dias |             |
|                             | Mswati III              | Essuatíni              | 19 de abril de 1968     | 25 de abril de 1986    | 18 anos e 6 dias            | 1986                    | 18 anos e 21 dias           | 57 anos e 21 dias  |             |
|                             | Frederico X             | Dinamarca              | 26 de maio de 1968      | 14 de janeiro de 2024  | 55 anos, 7 meses e 19 dias  | 14 de maio de 2004      | 35 anos, 11 meses e 18 dias | 56 anos e 349 dias |             |
| Emmanuel Macron             | Emmanuel Macron         | Andorra                | 21 de dezembro de 1977  | 14 de maio de 2017     | 39 anos, 4 meses e 23 dias  | 20 de outubro de 2007   | 29 anos, 9 meses e 29 dias  | 47 anos e 140 dias | [ 12 ]      |
| Jigme Khesar                | Jigme Khesar            | Butão                  | 21 de fevereiro de 1980 | 6 de novembro de 2008  | 28 anos, 8 meses e 16 dias  | 13 de outubro de 2011   | 31 anos, 7 meses e 22 dias  | 45 anos e 78 dias  |             |
| Tamim bin Hamad             | Tamim bin Hamad         | Catar                  | 3 de junho de 1980      | 25 de junho de 2013    | 33 anos e 22 dias           | 8 de janeiro de 2005    | 24 anos, 10 meses e 18 dias | 44 anos e 341 dias | [ 2 ]       |

## Estatísticas
Nascidos antes da Segunda Guerra Mundial  (1939-1945)
- Salman da Arábia Saudita (1935)
- Haroldo V da Noruega (1937)

Nascidos no mesmo mês
- Janeiro: Hamad bin Isa al-Khalifa, Abdullah II da Jordânia e Filipe VI de Espanha
- Fevereiro: Haroldo V da Noruega, Hans-Adam II do Liechtenstein, Naruhito e Jigme Khesar Namgyel Wangchuck

Nascidos no reinado de seu predecessor
- Maomé VI de Marrocos, nascido em 1963, no reinado de Hassan II de Marrocos (seu pai);
- Letsie III do Lesoto, nascido em 1963, no reinado de Moshoeshoe II (seu pai);
- Abdullah II da Jordânia, nascido em 1962, no reinado de Hussein da Jordânia (seu pai);
- Alberto II do Mónaco, nascido em 1958, no reinado de Rainier III de Mônaco (seu pai);
- Maha Vajiralongkorn, nascido em 1952, no reinado de Bhumibol Adulyadej (seu pai);

Nascidos em ano de coroação de outros monarcas
- 1937 (ano de coroação de Jorge VI do Reino Unido): 
  - Haroldo V da Noruega

- 1953 (ano de coroação de Isabel II do Reino Unido): 
  - Norodom Sihamoni

- 1958 (ano de coroação de Olavo V da Noruega): 
  - Alberto II do Mónaco

- 1980 (ano de coroação de Beatriz dos Países Baixos): 
  - Tamim bin Hamad al-Thani
  - Jigme Khesar Namgyel Wangchuck